# Sirocco
Pour les articles homonymes, voir Sirocco (homonymie).
Le sirocco est un vent saharien violent, très sec et très chaud qui souffle sur l'Afrique du Nord et le sud de la mer Méditerranée. La dépression dynamique peut entraîner la remontée de poussières  vers l'Europe, occasionnant parfois des dépôts importants. 

## Cause

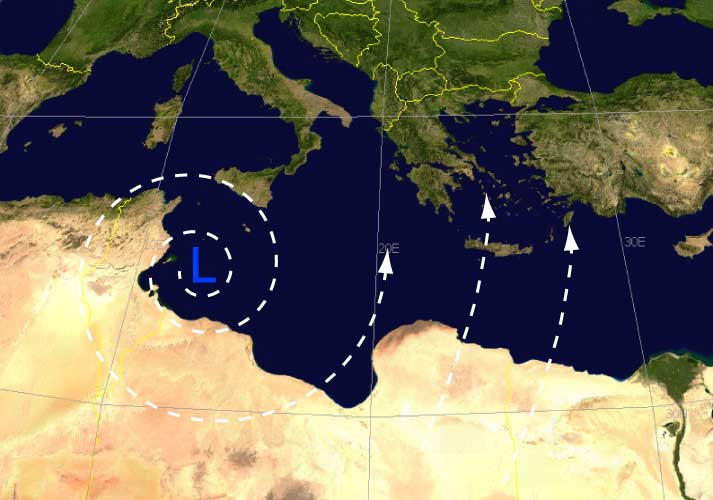
Origine du sirocco.

Le sirocco se produit lorsqu'une masse d'air tropicale et stationnaire installée sur le Sahara se trouve entre une zone anticyclonique à la verticale de la ligne du tropique du Cancer et une soudaine zone de forte dépression se creusant rapidement au-dessus de la mer Méditerranée. La masse d'air saharienne brûlante est alors aspirée vers le nord par la dépression et remonte en direction sud-nord au-dessus du Maroc, de l'Algérie et de la Tunisie vers l'Andalousie, les îles Baléares, la Provence, le Languedoc, la Corse, la Sardaigne, la Sicile, le Mezzogiorno et le sud de la Grèce.
Ce phénomène est plus courant au printemps et à l'automne. Ces vents peuvent atteindre 100 km/h, particulièrement en mars et novembre lors des pics de formation de dépressions dans la Méditerranée.

## Conséquences

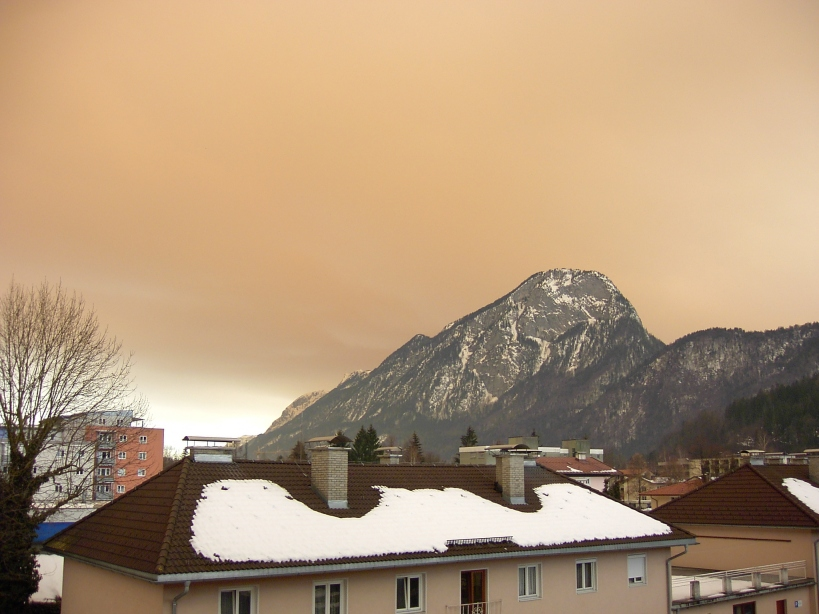
Poussière du Sahara au-dessus de Kufstein (Autriche) en février 2004.

Le sirocco est associé à un temps très chaud, sec et poussiéreux en Afrique du Nord alors que la dépression donne du temps frais et pluvieux en Europe. Le sirocco peut durer plusieurs jours et envoyer de très fins grains de sable jusque dans les Alpes. Ce sable donne une couleur jaune rosé à la neige et en accélère la fonte par abaissement de son albédo, ajouté à la température élevée de l'air. Il augmente l'érosion des surfaces et peut causer des problèmes respiratoires chez l'être humain.
Certaines années, le sirocco contient des criquets pèlerins, ravageurs des cultures agricoles. Ses vents forts du sud provoquent également une surcote des marées sur les côtes européennes et contribuent au phénomène d'Acqua alta dans la lagune de Venise.
Il peut transporter des poussières vers l'Europe occasionnant des dégâts importants. Ce sont principalement des particules plus fines que des sables, donc des limons (de 2 à 50 micromètres) et des argiles (en dessous de 2 micromètres). 

## Autres noms
Le sirocco est appelé shehili ou shluq en Tunisie, Xaloc en Catalogne, Siròc ou Eisseròc en occitan, xlokk (prononcé Chloc) à Malte, shehili en Algérie, chergui au Maroc, sciloccu en Corse et scirocco (prononcé : [ʃiˈrɔkko]) en Italie. Aux îles Canaries il est appelé calima[réf. nécessaire]. Il est également connu sous le nom arabe qibli ou ghibli (قِبْلِيّ « méridional ; en direction du sud » et par extension قبلة ghibla « venant de la qibla », direction de la Ka'ba au sud) et חַמסִין en hébreu.